# 缅甸豹蛛
缅甸豹蛛（学名：Pardosa birmanicaa）为狼蛛科豹蛛属的动物。分布于缅甸以及中国大陆的西藏等地。该物种的模式产地在缅甸。